# Mittelhausen
Mittelhausen je občina v departmaju Bas-Rhin francoske regije Alzacija.
Leta 1990 je v občini živelo 490 oseb oz. 102 oseb/km².